# ホッグ島
ホッグ島(-とう　アレウト語:Uknadigax)とは、アリューシャン列島フォックス諸島を構成する一つの島である。

## 地理
- アマクナック島のすぐ西側にあり、タッチーハーバーやユナラスカ空港から見えるところにある。
- 近辺は、ワイド湾、ブロード湾、ナティーキン湾、キャプテンズ湾、ユナラスカ湾と湾がとても多い。

## 歴史
1852年、ブタを意味するロシア語(свиньи)を翻訳し、ミハイル・テベニコフによって記録された。